# Maitree Express
Maitree Express, česky Rychlík přátelství (hindsky: मैत्री एक्सप्रेस, bengálsky মৈত্রী এক্সপ্রেস) je mezinárodní osobní vlak, který jezdí z bangladéšské Dháky přes indicko-bangladéškou hranici do Kalkaty v Západním Bengálsku v Indii. Trasa vlaku měří 393 km a rozchod kolejí je 1676 mm. Průměrná rychlost vlaku je okolo 50 km/h.

## Historie
Přeshraniční železniční provoz z Indie do východního Pákistánu, dnešního Bangladéše, byl po druhé indicko-pákistánské válce v 1965 zastaven. I když Bangladéš v roce získal už v roce 1971 nezávislost na Pákistánu. rozhodla se Indie a Bangladéš teprve v roce 2001 obnovit přeshraniční železniční spojení. Došlo ke zpoždění kvůli neshodám obou zemí s ohledem na bezpečnost železničního spojení. Někteří Indové se obávali, že se zavedením vlaku zvýší pašování a nelegální přistěhovalectví. Dne 8. července 2007 vyjel první vlak, jeho jízda ale nebyla veřejná, byla určena jen pro vládní úředníky. První určený pro cestující odjel z Dháky 14. dubna 2008, na Nový rok podle bengálského kalendáře. V den zahájení provozu skupina hinduistických uprchlíků z Bangladéše zablokovala na krátkou dobu vlak, protože byli proti novému železničnímu spojení. Byli obviněni policií, že na trati položili tři bomby.

## Vlakové spojení
Trasa vlaku vede z Kalkaty směrem na severovýchod. V pohraniční stanici v Gede vlak opustí Indii, pohraniční stanice na bangladéšské straně je Darsana. Hraniční kontrola ve vlaku trvá podle jízdního řádu 35 minut. Krátce před Iswardi vlak přejíždí Hardingův most přes řeku Padma. Přibližně 90 km dále vlak překonává řeku Jamunu Bangabandhůvým mostem. Dále vlak jede na jihovýchod do Dháky, kde je konečná stanice vlaku. Celou vzdálenost vlak urazí za osm hodin a jeho maximální rychlost je 90 km/h. V týdnu jdou nabízeny čtyři odjezdy vlaku.

## Kolejová vozidla
Pro Maintree Express jsou dispozici dvě vlakové soupravy – jednu provozuje Bangladesh Railway a druhou Indian Railways. Každá souprava se skládá z osmi osobních vozů a k dispozici je ve vlaku 360 míst. Pro trakci jsou používány indické dieselové lokomotivy z řady WDM-3A.